# 북부 태국어
북부 태국어(한자: 北部泰國語) 또는 북부 타이어(태국어: ภาษาไทยเหนือ) 또는 란나어(태국어: ภาษาล้านนา) 또는 뮤앙어(북부 태국어: ᨣᩴᩤᨾᩮᩥᩬᨦ, 태국어: คำเมือง)는 태국의 북부에서 사용되는 태국어의 방언이다. 치앙마이의 북부 태국어를 표준적인 말로 하기 때문에 표준 태국어보다는 오히려 라오스어나 이싼어와 닮아 있다. 또 북부 태국어 안에서도 지방에 따라 방언이 존재한다.
버마 문자와 비슷한 독자적인 란나 문자를 가지고 있어서 경전, 역사서의 기술에 이용되었다. 이는 주로, 절의 승려나 귀족 등의 교양층에 의해서 계승되어 온 문자이나, 근대에 들어서 표준어의 보급을 진행시키는 정부의 정책으로 폐지되었다. 현재에는 부흥의 움직임이 있어, 공공의 건물의 간판 등에서 볼 수 있으며, 란나어로 된 활자 출판물, 사전도 발행되고 있다.

## 같이 보기
- 남부 태국어